# Nash Single Six
La Single Six è un'autovettura prodotta dalla Nash Motors nel 1930.

## Storia
Il passo del telaio era 2.902 mm. Le carrozzerie disponibili erano berlina, landaulet e phaeton due e quattro porte.
Il modello aveva installato un motore a sei cilindri in linea da 3.299 cm³ di cilindrata avente un alesaggio di 79,4 mm e una corsa di 111,1 mm, che erogava 60 CV di potenza. La frizione era monodisco a secco, mentre il cambio era a tre rapporti. La trazione era posteriore. I freni erano meccanici sulle quattro ruote.
Fu sostituita nel 1931 dalla 660 e dalla 870.